# Rio Chesler
O Rio Chesler é um rio da Romênia, afluente do Târnava Mare, localizado no distrito de Sibiu.